# 豚の日
豚の日（ぶたのひ、英語：National Pig Day）は、毎年3月1日にアメリカ合衆国で開催されるブタを祝う行事である。
このお祝いは、1972年に、姉妹であるテキサス州ラボック市の教師エレン・スタンリー（Ellen Stanley）とノースカロライナ州ビューフォート町（Beaufort）のメアリー・リン・レイブ（Mary Lynne Rave）が、家族で休暇を祝う日として開始した。

## 意義
レイブによると、豚の日の目的は、「一般には認知されていないが、人類にとって最も聡明で飼い慣らされた動物の1種である豚の正当な地位を認めること」である。 この日はアメリカ全土の動物園・学校・老人ホーム・スポーツ大会の場においても祝われるが、特にアメリカ中西部で最も多く祝われている。 また、ピンク色のブタパンチ（pink pig punch）と豚肉料理が振る舞われ、ブタに敬意を示してピンク色のブタのしっぽをかたどったリボンを周りの木に結び付けた「ブタパーティー」の日としても知られる。
チェイスのイベントカレンダー（Chase's Calendar of Events）によると、豚の日は、ペテン師の休日・喜びを分かち合う日・ピーナッツバター愛好者の日と同じである。
豚の日には、未解決の疑問がある。それは、この休日がブタへの敬意を「ブタたちへの休暇を与えること」で示すのか、あるいは「ブタからの供物（スペアリブ・ベーコン・ハム）に感謝すること」で示すのか、というものである。

## お祝いの様子

### ケンタッキー州
1991年、ケンタッキー州レキシントンの老人ホームでは、豚の日を祝ってブタのパレードが催された。磁器のブタ、ブタの鍋つかみ、ブタの貯金箱、キャラコやクロスステッチで作られたブタなどの展示が行われただけでなく、ベトナムから本物の「日々を貪る」太鼓腹をしたステラという名前のブタが招かれた。

### ペンシルベニア州・ニュージャージー州
ペンシルベニア州とニュージャージー州にまたがるリーハイバレー（Lehigh Valley）では2008年の豚の日にちなんで、ブタをマスコットとするリーハイバレー・アイアンピッグス（フィラデルフィア・フィリーズ傘下のマイナーリーグAAA球団）がコカ・コーラパークで開催される、エキシビションや開幕戦を含むホームゲーム73試合のチケットを一般向けに販売した。
そのお祝いは「スポークタクラー」の日（"sporktacular" day）としてチームのゼネラルマネージャーであるカート・ランデス（Kurt Landes）の言葉「我々はリーハイバレーで豚の日を公にお祝いする日にしていくことに参加するのが楽しみだ」に基づいてフランチャイズの歴史の中で成立した。
ほかの豚の日の呼び物には無料で振る舞われる豚肉の焼き肉やアイアンピッグスのマスコット・フェロス（Ferrous）の登板、子ども向けの活動としてはブタのペーパークラフト作り、アイアンピッグスのタトゥー、フェロスのしっぽにバッジを付けてあげるイベントがある。

### イリノイ州
イリノイ州では、「良い意味」で「あまり尊敬されない種」のお祝いが行われる。これは、豚肉産業がアメリカの経済に19億ドルの貢献をしている事実に基づいている。
2007年の亥年 の豚の日はブタとの関連で語られ、イリノイ州の多くのファンが祭りとパレードのためにブタの鼻と帽子を着用した。彼らはユカタン半島から来たピント（Pinto）という名前の体重23kg（50ポンド）のミニブタがスポーツ活動（ボールをサッカーのゴールネットへ導いたり、バスケットボールを鼻で押し上げて傾斜を登りゴールを決める）を、シカゴ市郊外のブルックフィールド動物園（Brookfield Zoo）で観戦した。
- 新任教師のための手引き書には季節の活動として豚の日が取り上げられ、ベーコンを使った料理やBLTサンドイッチ作りをしたり、カツがどこから来ているのかを話し合わせる活動を薦めている。[11]

### ニューヨーク州

#### ニューヨーク市

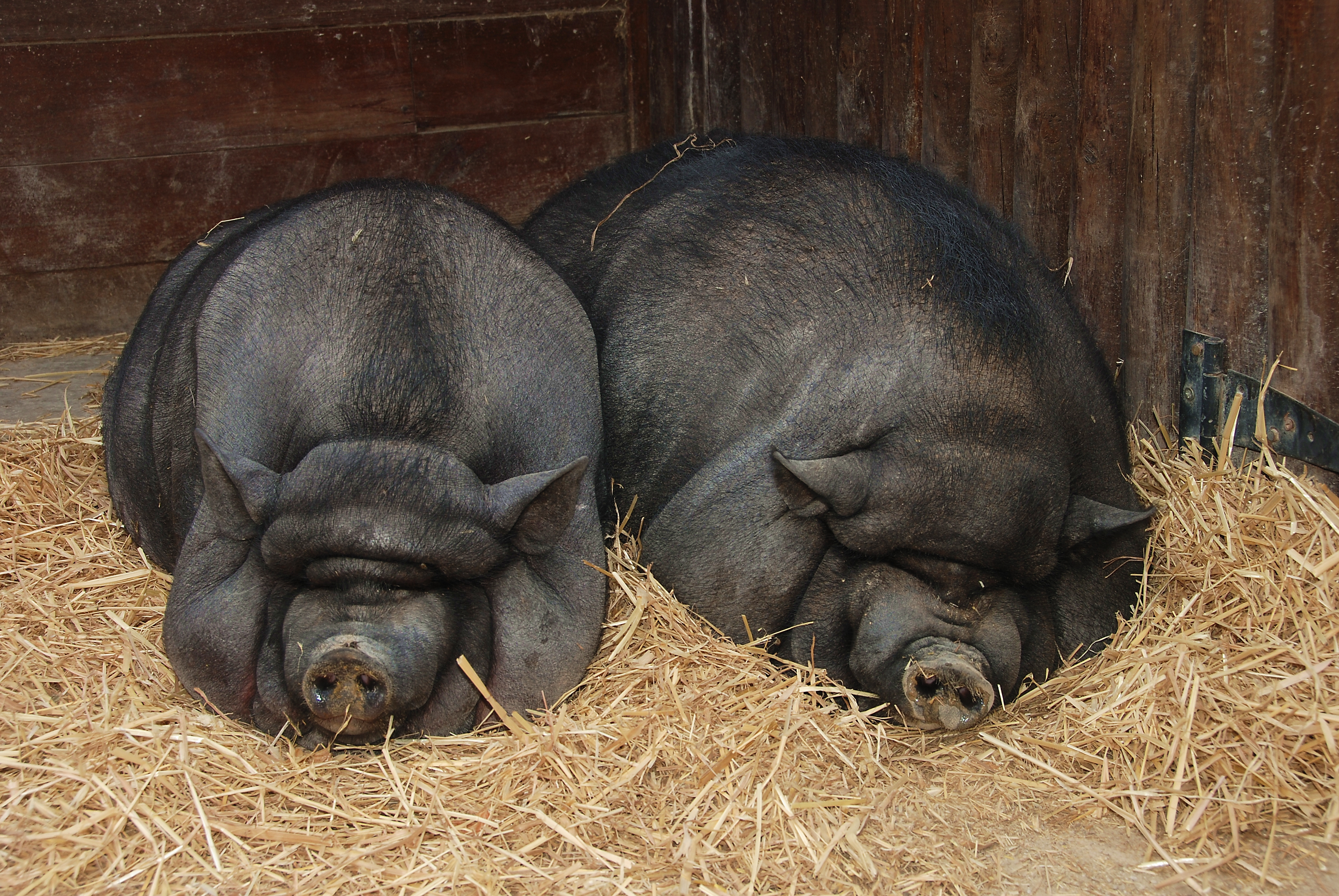
ポットベリーピッグ

ニューヨーク市のセントラル・パークにあるティッシュ子ども動物園（Tisch Children's Zoo）では例年、ポットベリーピッグ（pot-bellied pig、ミニブタの一種）人気にあやかって豚の日をお祝いしている。
1998年には0歳9か月の2匹の子ブタ、ゼルマとルイス（Thelma and Louise）と、84kg（185ポンド）のスピーディー（Speedy）という友達のブタが来園者を出迎え、子ども向けの「鼻息を競う」コンテストが開催された。
2009年には、ベトナムのポットベリーピッグ、オリバーとオーティス（Oliver and Otis）が「子ども動物園の豚の日7周年記念のショーを好演して奪取する」と銘打った。そのショーでは、これまでのブタが演じてきたものを振り返る要素が織り混ぜられた。

#### ロングアイランド
ロングアイランドでは、ある家族が彼らのポットベリーピッグに特別な待遇を示し、豚肉を食べるのを控え、特別な豚の日の食事を準備した。

#### ヤファンク
サフォーク郡ヤファンク（Yaphank）の農場では、コーネル大学共同普及事業体（Cooperative extension service）がブタ計画を支援することで豚の日を祝っている。
この計画では「今日はブタを抱き締めてあげよう、すぐに100kg（220ポンド）に成長して、『成豚の天国』に達するだろう」と題して、計画を実施する農場のブタを家族で訪問する。 その農場から得られた肉はサフォーク郡拘置所の収監者に与えられる。「ゆえに、その日はブタを動物園にいるかのように見物する奇妙な日なのである。だが、彼らの命が限られていることを我々は知っている……。もちろん、養豚場のブタや雄ブタ、雄ブタの帰りを待つ雌ブタは別であるが。」
大きなバート（Bert）は650ポンドあり、「たくましき燃え上がる愛」としてその農場で親しまれた。
お祝いでは、ミス・ピギー（Miss Piggy）とポーキー・ピッグ（Porky Pig）が敬意を表され、ブタに関する事実が発表された。その事実とは「クリストファー・コロンブスは1,207kg（2,660ポンド）の世界最重量のブタを始めとするブタたちを連れて航海に出たのだ。」というものであった。
出席者の中にはリル・ピッグ・アウト社（Lil Pig Out）というブタの形をした飴を生産する会社の社長もいた。 同社社長は「我々はグミとリコリス菓子のブタを思い付いた。」と、ピンク色のブタのペンを配りながら発言した。

## 日本における豚の日
日本では個人がウェブサイトやブログで、3月1日が豚の日であることや、豚の日を創始した姉妹の話を紹介しているにとどまる。
3月1日の豚の日とは別に、鹿児島県黒牛黒豚銘柄販売促進協議会は、1998年（平成10年）に9月6日を「鹿児島黒牛・黒豚の日」と定め、鹿児島県産の黒豚の販売促進キャンペーンを実施している。